# Gonomyia tristyla
Gonomyia tristyla är en tvåvingeart som beskrevs av Alexander 1958. Gonomyia tristyla ingår i släktet Gonomyia och familjen småharkrankar.
Artens utbredningsområde är Madagaskar. Inga underarter finns listade i Catalogue of Life.